# Elano
Pour les articles homonymes, voir Blumer.
 Elano Blumer  est un footballeur brésilien né le 14 juin 1981 à Iracemápolis (SP - Brésil) reconverti entraineur.

## Biographie

### Carrière professionnelle
Il fait ses débuts en 1998 au Guarani FC avant d'être transféré au Sport Club International en 2000 puis à Santos FC en 2001. Il côtoie alors les plus grands : Robinho, Diego... En quatre ans, il inscrit 33 buts en 141 matchs. Sa très bonne performance au Brésil lui ouvre les portes de l'Europe: il quitte Santos FC pour rejoindre le club ukrainien FC Shakhtar Donetsk en 2005 pour 7,6 millions d'euros. Il y inscrit 14 buts en 49 matchs. En 2007, Elano s'envole en Angleterre, direction Manchester City pour 12 M€. Il y devient très rapidement un titulaire indiscutable et marque 14 buts en 62 matchs.
Au mercato 2009, Elano décide de quitter Manchester City et de rejoindre pour une durée de quatre ans et une indemnité de transfert s'élevant à 7 M€, le club stambouliote Galatasaray SK mené par Frank Rijkaard, afin de remplacer Cassio Lincoln dont le contrat a été unilatéralement arrête par le club pour cause d'indiscipline récurrente et irrégularité. Elano est un joueur réputé pour sa technique, sa vision de jeu et ses longues passes très précises, il est également très dangereux sur coups de pied arrêtés.
Il décide en décembre 2010 de quitter la Turquie et choisit de rentrer au pays à Santos, le club qui l'a révélé et sera ainsi associé aux deux prodiges Ganso et Neymar.
Depuis octobre 2014, il joue au Chennaiyin Football Club, en Indian Super League, où il est Marquee player.
Le 17 janvier 2015, il rentre au pays en retournant à Santos, club où il a déjà évolué entre 2010 et 2012.

### En équipe nationale
Elano est sélectionné 50 fois en équipe du Brésil. Il est auteur de 9 buts sous le maillot de la Seleção.
Il est sélectionné pour le Mondial 2010 par Dunga. Il marque le deuxième but de son équipe et fait une passe décisive lors du premier match contre la Corée du Nord. Il marque également le troisième but du match de qualification pour les huitièmes de finale contre la Côte d'Ivoire le 20 juin 2010.

## Palmarès

### En club

#### Santos FC
- Vainqueur du Championnat du Brésil en 2002 et 2004.
- Vainqueur du Championnat de São Paulo en 2011 et 2012.
- Vainqueur de la Copa Libertadores en 2011.

#### Shakhtar Donetsk
- Vainqueur du Championnat d'Ukraine en 2005 et 2006.
- Vainqueur de la Supercoupe d'Ukraine en 2005.

#### Flamengo
- Vainqueur du Championnat de Rio de Janeiro en 2014.

#### Chennaiyin FC
- Indian Super League en 2015

### En sélection nationale
- Vainqueur de la Copa América en 2007.
- Vainqueur de la Coupe des confédérations en 2009.
- Vainqueur du Carlsberg Challenge en 2005.